# Anauxesis rufa
Anauxesis rufa là một loài bọ cánh cứng trong họ Cerambycidae.